# Quartier de la Gare
Quartier de la Gare är Paris 50:e administrativa distrikt, beläget i trettonde arrondissementet. Distriktet är uppkallat efter Gare d'eau d'Ivry, en flodhamn som påbörjades år 1764 men som aldrig fullbordades.
Trettonde arrondissementet består även av distrikten Salpêtrière, Maison-Blanche och Croulebarbe.

## Sevärdheter
- Notre-Dame-de-la-Gare
- Saint-Hippolyte
- Bibliothèque François Mitterrand
- Parc de Choisy

## Bilder
| - De fyra administrativa distrikten i Paris trettonde arrondissement. - Saint-Hippolyte. - Bibliothèque François Mitterrand. - Parc de Choisy. |

## Kommunikationer
- Tunnelbana – linje  – Bibliothèque François Mitterrand